# Zapiekanka
Zapiekanka je vrsta jela koje potječe iz poljske kuhinje, a koja se sastoji od kruha premazanog umakom od rajčice, na koje se zatim stavljaju razni dodatci, prije svega gljive i sir, a zatim se peče.